# Matheus Lundborg
Matheus Lundborg, född den 12 mars 1860 i Tolånga socken, Malmöhus län, död den 24 april 1935 i Kristianstad, var en svensk präst och teologisk forskare. Han var far till Östen Lundborg.
Lundborg blev student 1879, filosofie kandidat 1883, teologie kandidat 1892 och docent i exegetisk teologi 1893, allt vid Lunds universitet. Lundborg, som prästvigts 1892, utnämndes till kyrkoherde i Kristianstad 1907 och blev kontraktsprost i Villand 1911. Han innehade tredje förslagsrummet till ledig professur i exegetik i Lund 1902 och andra förslagsrummet i Uppsala samma år. År 1915 promoverades han i Uppsala till teologie doktor. Vid prästmötet i Lund 1919 var han preses. Lundborg visade stort intresse för allmänkyrkliga frågor och var en tid sekreterare i Allmänna svenska prästföreningen från dess stiftande, 1903.
Bland hans skrifter märks Det s. k. Petrusevangeliet (1893, docentavhandling), Nya testamentets text. Dess historia och kritiska behandling i allmänna grunddrag (I, II, 1897–1899), Begreppet Herrens tjänare hos Andre-Esaias (1901), 110:e psalmen. Historia, öfversättning och utläggning (1901), Den helige Ande, hans väsen och verk. Inledning till en Andens teologi från den allmänna livsutvecklingens synpunkt (1919, synodalavhandling) och Vår kristna tro. Till handledning för skola och konfirmationsundervisning (1922). Han blev ledamot av Nordstjärneorden 1918 och kommendör av andra klassen av samma orden 1928. Lundborg vilar på Östra begravningsplatsen i Kristianstad.